# Xian autonome yao de Bama
Pour les articles homonymes, voir Bama.
Le xian autonome yao de Bama (巴马瑶族自治县 ; pinyin : Bāmǎ yáozú Zìzhìxiàn) est un district administratif de la région autonome Zhuang du Guangxi en Chine. Il est placé sous la juridiction de la ville-préfecture de Hechi.

## Démographie
La population du district était de 236 370 habitants en 1999,dont 21.65 % de yao et 69 % de Zhuang, groupe ethnique principalement concentré dans cette région..

## La mystérieuse source de jouvence des vallées de la rivière Panyang
Depuis 1991, les vallées de la rivière Panyang, dans le district de Bama, seraient connues pour abriter un pourcentage de centenaires par rapport à la population totale parmi les plus importants. De plus, tous ces habitants dont l'espérance de vie s'élèverait à 115 ans voire 120 ans seraient en très bonne santé et continueraient de travailler sans se plaindre de maux particuliers, chose rare à cet âge. L'espérance de vie chinoise est inférieure à 75 ans alors que celle des villages de ces vallées excèderait parfois 80 ans. Plusieurs études étrangères furent menées dans la vallée pour déterminer la mystérieuse source de jouvence de ces lieux. Les résultats de ces études montreraient que la pureté de l'eau de la rivière et de l'air de la vallée, le chant que pratiquent beaucoup de personnes âgées de la vallée, les poissons très sains car vivant dans une eau très pure et contenant ainsi plus de nutriments que pêchent les habitants de la vallée dans la rivière Panyang et le dynamisme de ces seniors de 70 ans jusqu'à 110 ans seraient autant d'éléments favorables à la longévité dans ces vallées.[réf. nécessaire]
Il est cependant fort probable que l'âge de beaucoup de ces vieillards ne soit pas exact, les villageois profitant du tourisme généré par la curiosité locale pour s'enrichir, n'hésitant pas à exposer leur aïeux comme des pièces de musée et à tricher sur leur âge réel.

## Le karst de Bama
Le district de Bama possède sur son territoire, un karst dans lequel se trouvent plusieurs phénomènes remarquables, appelés tankieng. Ce sont des méga-dolines, c'est-à-dire des formes de dissolution-effondrement créant d'énormes vides de plusieurs millions de mètres cubes.
Ces tankieng ont fait l'objet d'études scientifiques.
Les plus importants, avec un volume estimé de plus de 50 millions de mètres cubes (50 Mm3), sont :
- Xiaozhai[6] (119 Mm3)
- Haolong (110 Mm3)
- Dashiwei[7] (72 Mm3)
- Jiaole (67 Mm3)